# Wayne Marshall

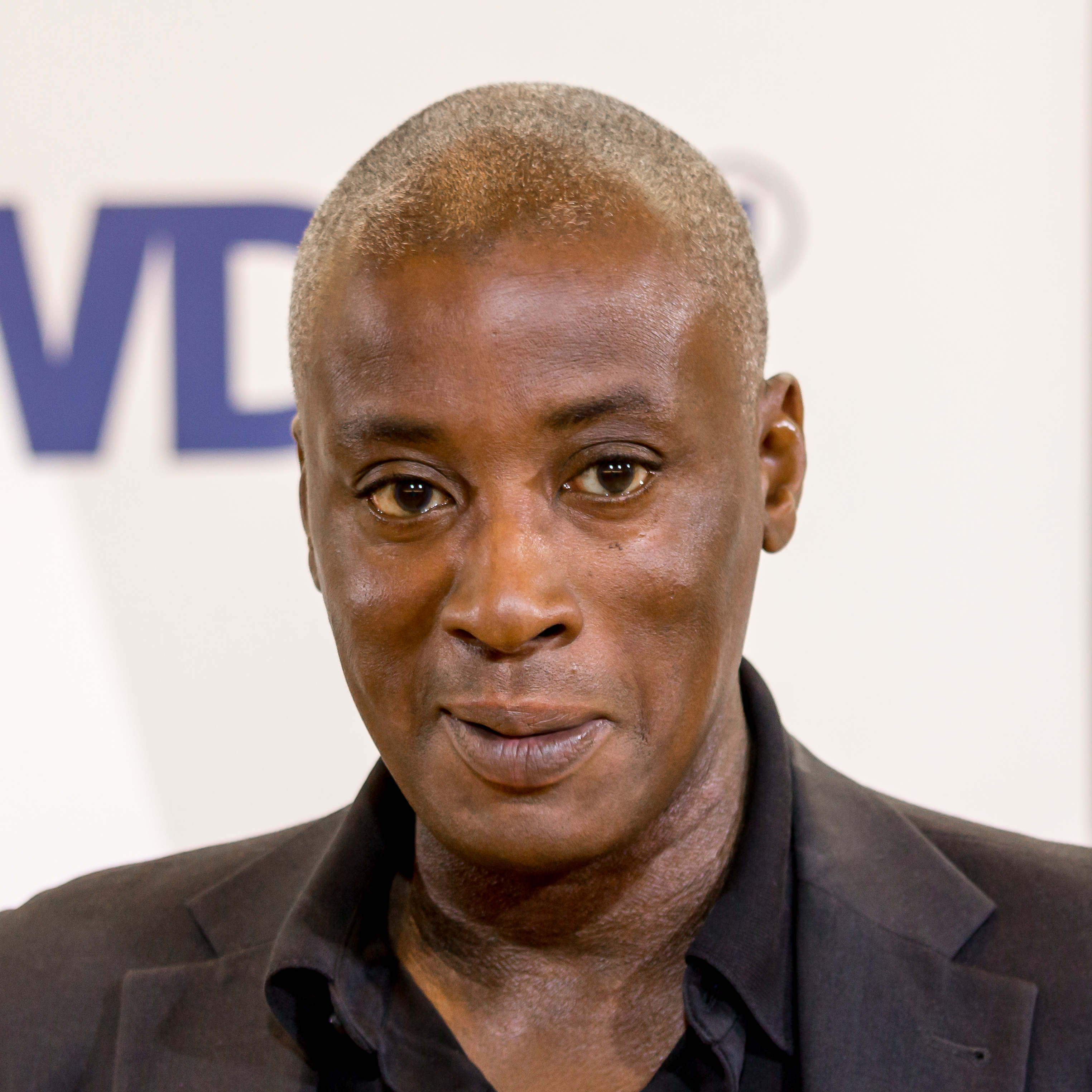
Wayne Marshall, 2014

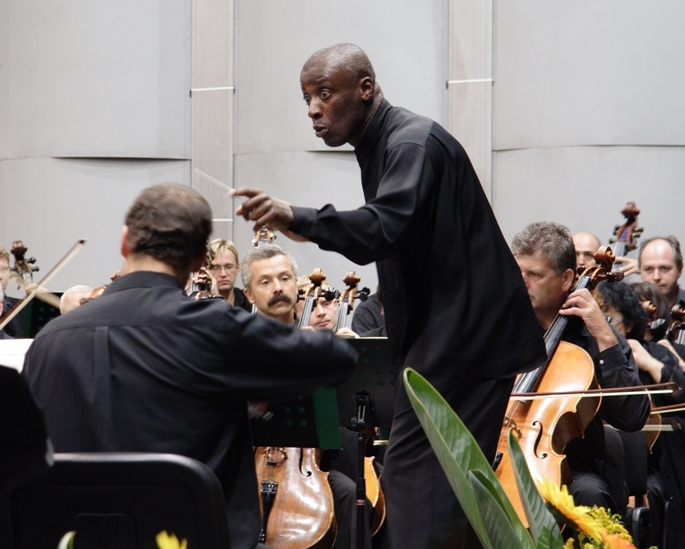
Wayne Marshall dirigiert 2006 in Brünn

Wayne Marshall OBE (* 13. Januar 1961 in Oldham bei Manchester) ist ein englischer Pianist, Organist, Dirigent und Komponist.

## Leben
Marshalls Eltern stammen von Barbados und siedelten später nach England über, wo er 1961 geboren wurde. Nach dem Besuch der Chetham’s School of Music in Manchester begann er eine Orgelausbildung an der Kathedrale von Manchester. Es folgten Studien am Royal College of Music in London bei Nicholas Danby (Orgel) und Angus Morrison (Klavier) sowie an der Musikhochschule in Wien. Seine Examina legte er mit Auszeichnung ab. Marshall konzertierte als Organist unter anderem in Notre Dame de Paris, in der Royal Festival Hall und in der Westminster Abbey. Er ist organist in residence der Bridgewater Hall in Manchester.
Als Pianist trat er – neben Solokonzerten – auch zusammen mit Kim Criswell, Tasmin Little, Natalie Clein, Ole Edvard Antonsen und Willard White auf. Er dirigierte das Philharmonische Orchester Rotterdam, die Wiener Philharmoniker, das Gewandhausorchester Leipzig, das Schwedische Radiosinfonieorchester, das BBC Symphony Orchestra, die Dresdner Philharmonie, die Staatskapelle Halle sowie die Orchester von Bordeaux und Lyon. Auf seinen Programmen stehen oft Werke von George Gershwin, Duke Ellington und Leonard Bernstein.
Beim WDR Funkhausorchester war er von 2014 bis 2021 Chefdirigent. Im Sommer 2018 leitete er beim Schleswig-Holstein Musik Festival eine Probenphase mit dem Festivalorchester.
Von ihm stammen unter anderem die Kompositionen Magnificat und Nunc dimittis.
Marshall erhielt als Auszeichnungen den Honorary Doctorate der Universität Bournemouth und wurde Artist of the Year der BBC (1998).

## Privates
Marshall ist mit einer Malteserin verheiratet, die Familie lebt in Valletta.

## Tondokumente
- Werke für Klavier+Orchester
- Piano Concertos of the 1920s
- Marshall Orgelimprovisationen